# The Tattooist
Pour plus de détails, voir Fiche technique et Distribution.
The Tattoist est un film néo-zélandais réalisé par Peter Burger, sorti en 2007.

## Synopsis
Le tatoueur américain Jake Sawyer voyage à travers le monde afin de trouver des thèmes ethniques pour ses réalisations. Alors qu'il est à Singapour, il est initié au pe'a, tatouage traditionnel samoan, et libère accidentellement à cette occasion un puissant esprit vengeur.

## Fiche technique
- Réalisation : Peter Burger
- Scénario : Matthew Grainger et Jonathan King
- Photographie : Leon Narbey
- Montage : Paul Maxwell
- Musique : Peter Scholes
- Pays d'origine :  Nouvelle-Zélande,  Singapour
- Langue originale : anglais
- Format : couleur - 2,35:1 - Dolby Digital
- Genre : horreur
- Durée : 92 minutes
- Dates de sortie : 
  -  Nouvelle-Zélande : 30 août 2007
  -  Singapour : 29 novembre 2007

## Distribution
- Jason Behr : Jake Sawyer
- Mia Blake : Sina
- David Fane : Mr. Va'a
- Robbie Magasiva : Alipati
- Ian Vincent : Lemi
- Caroline Cheong : Victoria
- Nathaniel Lees : Mr. Perenese
- Michael Hurst : Crash
- John Bach : Lazlo McFadden
- Timothy Balme : le père de Jake

## Distinctions
En 2008, le film a été nommé aux New Zealand Film and Television Awards dans les catégories du meilleur acteur dans un second rôle (pour David Fane), du meilleur maquillage et de la meilleure musique.